# Alen (hudebnice)
Alen, vlastním jménem dříve Alena Karkošková, nyní Alena Orlitz[zdroj?] (v minulosti vystupující také pod pseudonymem Alena Pohlová), je česká hudebnice, písničkářka a členka doprovodné kapely Lenky Dusilové.
První hudbu skládala při studiu v Olomouci k různým performancím a site-specific představením. V Olomouci se podílela na otevření kavárny Cafe Bar Mezi světy a byla jednou ze tří zakladatelek platformy pro uměleckou, lektorskou a experimentální činnost Still Point Connection. Jako písničkářka poprvé veřejně vystoupila v listopadu 2016. Debutové album nahrála ve studiu Jámor u Ondřeje Ježka. V únoru 2020 se podílela na jednorázové desce 29/2 a seznámila se zde s Martinem Kyšperským, který poté produkoval její druhé album Tma, v roce 2020 také hostovala na albu Kyšperského kapely Květy.
Poté skupina Květy dostala nabídku od Lenky Dusilové, aby dělala její doprovodnou kapelu, a Orlitz byla k této spolupráci také přizvána. Po absolvování turné se cesty Lenky Dusilové a skupiny Květy rozešly, ale Orlitz zůstala u Dusilové jakožto členka nové doprovodné kapely.

## Diskografie

### Alba
- Až se řeky vylijí z břehů, 2020
- Tma, 2022

### Singly a videoklipy
- Indigová, 2022

### Další projekty
- Květy: Květy Květy, 2020 – zpěv
- 29/2, 2021 – zpěv, flétna, klávesy